# سرخیو ماسا
سرخیو ماسا (انگلیسی: Sergio Massa؛ زادهٔ ۲۸ آوریل ۱۹۷۲) یک سیاست‌مدار اهل آرژانتین است. او کاندیدای ائتلاف آرژانتین جدید در انتخابات ریاست جمهوری آرژانتین در سال ۲۰۱۵ است.